# Château de Reichenberg
El château de Reichenberg es un château ubicado route de Thannenkirch en Bergheim, Francia registrado como monumento histórico en 1995.